# Rugby klub Tomislav Tomislavgrad
Rugby Club Tomislav je ragbijski klub iz Tomislavgrada.
(na službenoj stranici ga nazivaju i "Tomislavgrad" i "Tomislav", kao što piše i na grbu).
Klupsko sjedište je u Tomislavgradu.
Klub nema svoje igralište, nego treninge igraju na ledini u privatnom vlasništvu, a utakmice ne igraju pred svojim gledalištem.

## Povijest
Klub je osnovan 16. veljače 1999.
Utemeljitelji su bili Josip Bagarić (Braco) i Viktor Drmić.
Klub trenutno okuplja pet kategorija, kadeti do 10 god, kadeti do 12 god, kadeti do 14 god, kadeti do 16 godina i juniori. Klub jos nema riješeno pitanje igrališta za odigravanje domaćih utakmica.Rugby klub Tomislav je najuspjesniji sportski klub u Tomislavgradu s najviše osvojenih trofeja i nagrada.

## Dresovi
Crvena majica s crnom vodoravnom prugom po sredini; isti uzorak je i na rukavima.
Crne hlačice, crvene čarape.

## Poznati igrači, uspjesi
Na juniorskom europskom prvenstvu održanom u Francuskoj 2007. godine, igrač RK "Tomislava", Frano Blažević je proglašen najboljim europskim ragbijašem do 18 godina. Na tom prvenstvu, 7 igrača ovog kluba je igralo za BiH, a 2 za Hrvatsku.
Za BiH su nastupili: Frano Blažević, Nikola Vučemil, Frano Sliško, Ivan Gabrić, Luka Jolić, Mate Banović i Mate Ćavar, a za Hrvatsku Mirko Mamić i Emanuel Sablić.
Na juniorskom europskom prvenstvu 2013. godine za reprezentaciju Bosne i Hercegovine nastupili su Stipe Jurič i Mijo Baković, a 2014. Stipe Baković i Mijo Baković.

## Klupski uspjesi
- kadetski prvaci do 13 godina 2011.
- kadetski prvaci do 15 godina 2012.
- kadetski prvaci do 16 godina 2004./05., 2005./06., 2006./07.
- juniorski prvaci BiH: 2005./06.
- kadetski prvaci do 14 godina 2013
- kadetski prvaci do 15 godina 2014,
- prvaci na međunarodnom prvenstvu u Sinju do 14, 15 godina 2007,2008,2009,2010 i 2014
- prvaci međunarodnog turnira u Beogradu kadeti do 15 godina 2010,2011,2014
- prvaci na međnarodnom turniru u Beču 2007

## Vanjske poveznice
- Klupske stranice
- O Blaževiću  Arhivirana inačica izvorne stranice od 25. lipnja 2007. (Wayback Machine)
- Službena stranica Rugby saveza Bosne i Hercegovine Klubovi